# Nagroda im. Księdza Idziego Radziszewskiego
Nagroda im. Księdza Idziego Radziszewskiego, założyciela i pierwszego rektora KUL. Przyznawana od 1974 przez Zarząd Towarzystwa Naukowego KUL „za wybitne osiągnięcia naukowe w duchu humanizmu chrześcijańskiego”. Nagrody za lata 2019–2020 nie przyznano z powodu pandemii covid-19.

## Dotychczasowi laureaci
- 1974: Władysław Tatarkiewicz
- 1975: Konrad Górski
- 1976: Jakub Sawicki
- 1977: Stefania Skwarczyńska
- 1978: ks. Wincenty Granat
- 1979: Karol Górski
- 1980: Marian Plezia
- 1982: Stefan Swieżawski
- 1983: Izydora Dąmbska
- 1984: ks. Józef Pastuszka
- 1985: Julian Aleksandrowicz
- 1986: Irena Sławińska
- 1988: ks. Józef Majka
- 1989: Czesław Strzeszewski
- 1990: Tymon Terlecki
- 1991: o. Mieczysław Albert Krąpiec
- 1992: Krzysztof Skubiszewski
- 1993: Lech Kalinowski
- 1994: abp Alfons Nossol
- 1995: Jan Turowski
- 1996: Andrzej Stelmachowski
- 1997: ks. Józef Kudasiewicz
- 1998: Anna Świderkówna
- 1999: Zenomena Płużek
- 2000: Stefan Sawicki
- 2001: ks. Michał Heller
- 2002: Włodzimierz Fijałkowski
- 2003: Marek Safjan
- 2004: abp Józef Życiński
- 2005: ks. Czesław Bartnik
- 2006: Juliusz Domański
- 2007: abp Stanisław Wielgus
- 2008: Jadwiga Puzynina
- 2009: Antoni B. Stępień
- 2010: ks. Bogusław Nadolski
- 2011: ks. Józef Krukowski
- 2012: kard. Zenon Grocholewski
- 2013: s. Zofia Zdybicka
- 2014: Bogdan Chazan
- 2015: Andrzej Półtawski
- 2016: abp Stanisław Gądecki
- 2017: Wojciech Roszkowski
- 2018: ks. Stanisław Wilk
- 2021: Ryszard Legutko
- 2022: ks. Stanisław Longosz
- 2023: ks. Mirosław Kalinowski[2]